# Le Comte Karlstein
Le Comte Karlstein (titre original : Count Karlstein) est le premier roman jeunesse de Philip Pullman. Il a été publié en 1982.

## Résumé
L'histoire se passe dans les montagnes suisses ou allemandes, dans le petit village de Karlstein, village alors dirigé par le compte Karlstein, dont l'accession au compté semble avoir des origines quelque peu obscures. La protagoniste, une jeune servante du château, va vite se rendre compte que le compte prévoit d'offrir ses deux innocentes nièces à Zamiel, le diable chasseur des montagnes affin d'honorer une vieille promesse...